# William Barton Rogers
William Barton Rogers (7 tháng 12 năm 1804 – 30 tháng 5 năm 1882) được biết đến vì những đóng góp cho việc thiết lập những nguyên tắc nền tảng, cống hiến và tổ chức Viện công nghệ Massachusetts (MIT) năm 1861. Trường được mở năm 1865 sau cuộc Nội chiến Hoa Kỳ.
Rogers tốt nghiệp từ trường Cao đẳng William và Mary và sau đó làm việc ở khoa Triết học Tự nhiên và Hóa học tại nơi này từ năm 1828 đến 1835. Ông cũng giảng dạy môn Triết học Tự nhiên tại Đại học Virginia từ năm 1835 đến 1853, khi ông từ chức do phản đối. Khi Rogers còn giữ chức vụ trong Khoa Triết học của Đại học Virginia, ông phản đối mạnh mẽ việc trao bằng honoris causa cho những nhà lập pháp bang Virginia. Ông tham gia vào việc sáng lập và làm chủ tịch của MIT từ năm 1861 đến 1870.
Rogers nhường lại chức vụ của mình vì vấn đề sức khỏe, nhưng lúc cần thiết ông lại quay về văn phòng làm việc năm 1878 và tiếp tục đến năm 1881. Ông mất sau một cơn đột quỵ khi đang đọc diễn văn tại lễ trao bằng của viện MIT năm 1882. Từ cuối cùng ông nói là "than nhựa đường".